# Vesconte Maggiolo
Vesconte Maggiolo (vicomte de Maggiolo), né en 1475 à Gênes et mort en 1551 dans la même ville, est un cartographe italien, l’un des plus célèbres de son temps.

## Biographie
Installé à Naples en 1511, Maggiolo fut rappelé dans sa ville natale en 1518 à la demande du doge Ottaviano Fregoso, qui lui offrit le poste de "Magister cartarum pro navigando". Il fut peut-être un compagnon de voyage de l’explorateur Giovanni da Verrazzano. Bien que spécialisé dans la cartographie du bassin méditerranéen, de la mer Noire et de la mer Égée, zones d’influence génoise, Maggiolo fut le premier à rapporter dans son atlas de 1548 le toponyme du fleuve sud-américain Rio de Amaxones. Son privilège fut transmis à ses fils, Giovanni Antonio et Jacopo, puis aux fils de Giovanni Antonio, Baldassare et Cornelio. Le fils de Cornelio, Nicolò, mort en 1649, fut le dernier des cartographes Maggiolo à hériter du titre de magister, après treize décennies de monopole.
De la main de Maggiolo, on conserve cinq atlas (ou recueils de cartes) et dix-neuf cartes, dont une en fac-similé (l’originale ayant été détruite par un bombardement sur Milan en 1945). La plus ancienne, datée du 8 juin 1504, est conservée à la Biblioteca Federiciana de Fano. Maggiolo employait des matrices en bois pour reproduire les ornements de ses cartes, ce qui tend à prouver qu’il produisait des cartes en grande quantité. 